# NGC 315
NGC 315 је елиптична галаксија у сазвежђу Рибе која се налази на NGC листи објеката дубоког неба.
Деклинација објекта је + 30° 21' 7" а ректасцензија 0h 57m 49,0s. Привидна величина (магнитуда) објекта NGC 315 износи 11,2 а фотографска магнитуда 12,2. Налази се на удаљености од 59,685 милиона парсека од Сунца. NGC 315 је још познат и под ознакама UGC 597, MCG 5-3-31, CGCG 501-52, PGC 3455.